# Ртищево
Рти́щево — город (с 1925) в России, административный центр Ртищевского района Саратовской области. Образует одноимённое муниципальное образование город Ртищево со статусом городского поселения как единственный населённый пункт в его составе.
Расположен на западной окраине Приволжской возвышенности, в 214 км к северо-западу от областного центра города Саратова. Крупный железнодорожный узел Юго-Восточной железной дороги на пересечении линий Рязанско-Уральского и Нижегородско-Харьковского железнодорожных ходов.
Население 37 850 чел. (2021).

## История

### Село Ртищево (1666—1971)

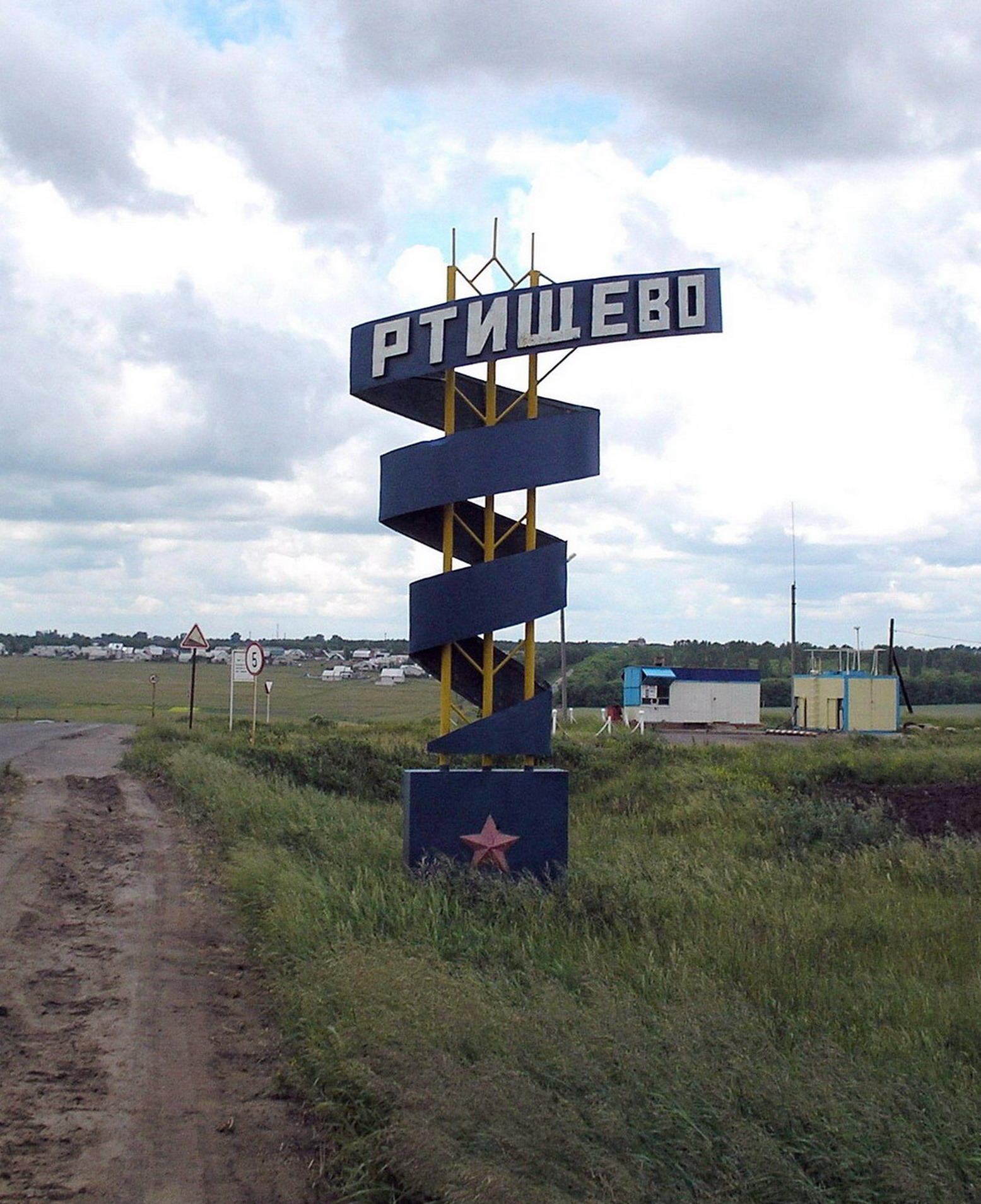
Знак на въезде в город с северной стороны (со стороны бывшего села Ртищево)

Село Ртищево возникло в конце XVI — начале XVII веков и относится к числу наиболее ранних русских поселений Прихопёрья. Уже в 1666 году в селе значился церковный приход. Жители села считали себя выходцами из Перемышльской земли, были приписаны к Хопёрскому приказу и являлись крепостными разных помещиков. Село имело размеры полторы версты в длину и триста саженей в ширину. До 1723 года оно называлось Покровским — по названию церкви.
В 1723 году по указу Петра I на территории будущих Балашовского и Сердобского уездов были отведены земли и угодья участникам Северной войны. В их числе был отличившийся в боях майор В. М. Ртищев, получивший в поместное владение село Покровское и земли по реке Ольшанке площадью около 4000 десятин. В 1727 году Ртищевы перевезли сюда крепостных крестьян из других своих малоурожайных поместий. С этого времени у села появилось второе название: Ртищево — по фамилии помещика.
Село Ртищево несколько раз меняло владельца. В 1794 году дочь В. М. Ртищева отказалась выполнить волю своего отца, завещавшего перед смертью все его земли, скот, инвентарь, постройки и имущество передать крепостным крестьянам без выкупа, бесплатно и навсегда. Она продала имение Ртищевых вместе с крепостными крестьянами сенатскому секретарю Г. И. Ненарокову (Ненарокомову), от которого впоследствии земли, село и крестьяне перешли во владение помещика Ченыкаева. Ченыкаевы владели селом до 1917 года.
С 1917 по 27 июня 1928 года село Ртищево было административным центром Ртищевского сельсовета, Ртищевской волости. С 27 июня 1928 по 26 мая 1960 года — Ртищевского сельсовета Ртищевского района. До 5 февраля 1957 года в селе находилось правление колхоза имени 8-го Марта (до 2 апреля 1936 года — «Труд-30»). 28 июня 1971 года село Ртищево вошло в состав города.

### Пристанционный посёлок Ртищево

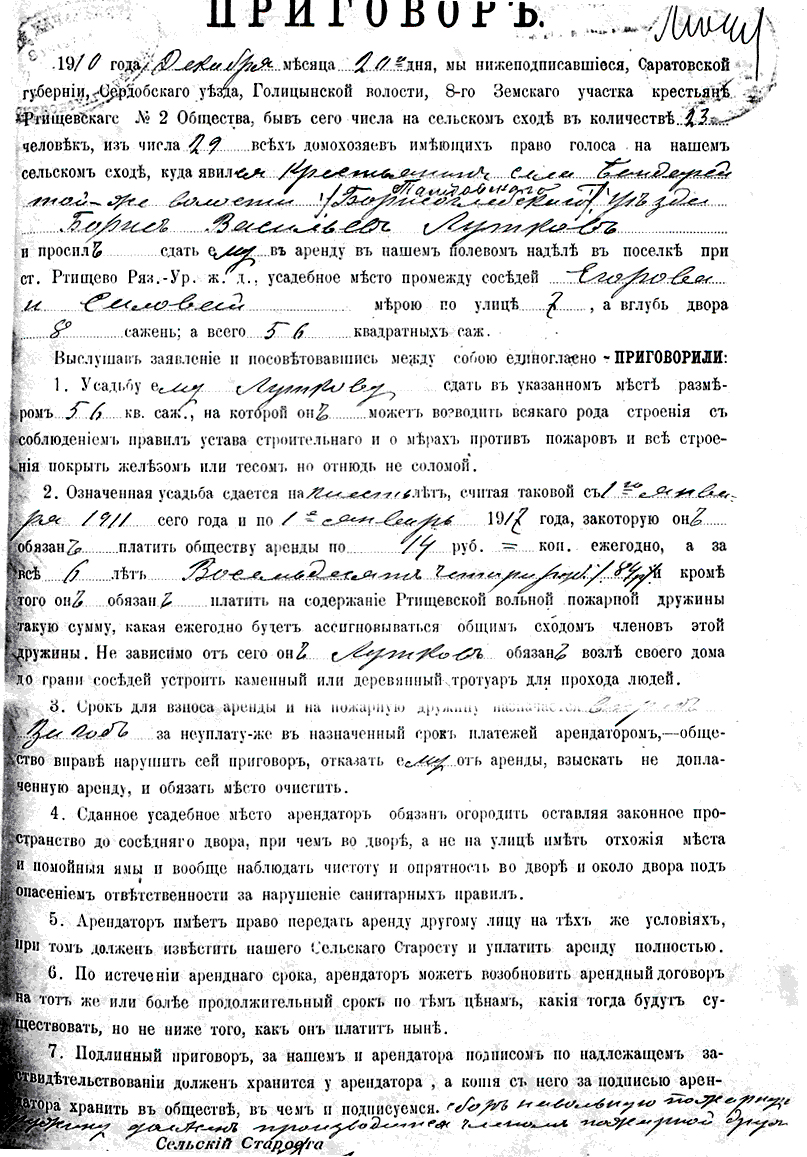
Договор аренды — «приговор» (1910 год)

В 1868 году комитетом земской Тамбово-Саратовской железной дороги под строительство станции второго класса были отчуждены полевые наделы крестьян села Ртищева Сердобского уезда. В 1871 году станция Ртищево была сдана в эксплуатацию.
В то же время при станции возник одноимённый посёлок. Первоначально пристанционный посёлок располагался на арендованных землях крестьян первого и второго Ртищевских обществ села Ртищево, позднее, также на землях Шуклинского и Дубасовского обществ и церковной земле Покровской церкви села Ртищево. Фактически, село Ртищево и одноимённый пристанционный посёлок представляли собой единое административное образование: разрешение на аренду и поселение в посёлке, так называемые «приговоры» выдавал сельский сход и подписывал сельский староста. Такое положение вещей сохранялось вплоть до 1917 года, когда была образована Ртищевская волость, с центром в посёлке Ртищево, то есть посёлок стал самостоятельной административной единицей.
6 июня 1925 года на заседании Президиума ВЦИК было принято постановление об утверждении Ртищева городским поселением, то есть, посёлку Ртищево был присвоен статус города.

### Мятеж чехословацкого корпуса
25 мая 1918 года эшелон четвёртого полка первой чехословацкой дивизии, стоявший около двух недель в Ртищево, отказался сдать оружие представителям исполкома Ртищевского совета. Разбив ртищевский отряд красногвардейцев, чехословаки захватили станцию. 27 мая вечером известие об этом восстании получил Саратовский губернский исполком. На борьбу с мятежниками в Ртищево был направлен отряд 2-го красного латышского полка и отряд аткарских партизан, которые прибыли на станцию 28 мая утром. Им удалось окружить и обезоружить восставших. Днём со стороны Тамбова к станции подошёл двухтысячный отряд чехословаков, которые окружили посёлок, перерезали телеграфные провода и начали осаду. Во второй половине дня экстренным эшелоном для борьбы с чехословацким мятежом в Ртищево прибыл Балашовский 135-й пехотный полк во главе с председателем Балашовского исполкома Солониным. Совместными усилиями объединённых отрядов утром 29 мая чехословаки были выбиты из Ртищева и отброшены к северо-востоку.

### Ртищево в центре Тамбовского восстания
С октября 1920 по лето 1921 года на сёла нынешнего Ртищевского района отрядами под командованием А. С. Антонова и других руководителей Тамбовского восстания было совершено около двадцати набегов. Дважды совершались налёты на станцию Ртищево. Первый был произведён 2 февраля 1921 года. В оперативной сводке начальника штаба 33-й дивизии войск внутренней службы от 3 февраля говорилось:
На означенной станции бандитами попорчено 15 телеграфных аппаратов и 5 паровозов, разграблено 7 вагонов груза и склад кооператива, расстреляны 3 бойца и 3 милиционера. Бандой захвачены в плен 10 красноармейцев и помощник командира четвёртой роты 293-го полка в момент выхода из посёлка Ртищево на разведку. В 17 часов 30 минут бандиты ушли в северо-западном и частью в юго-западном направлении. Нападение было произведено спустя 2 часа по уходу со ст. Ртищево бронелетучки, отправленной к ст. Летяжевка.
В самом Ртищеве антоновское движение имело широкую поддержку. Так, в протоколе заседания Полномочной комиссии ВЦИК от 10 апреля 1921 года о положении в уездах и политической работе в воинских частях, в частности, говорится:
По набранным материалам, Ртищево является одним из важнейших руководящих центров антоновщины, снабжение антоновских частей по всем признакам в значительной своей части идёт через Ртищево. Этот участок во всех отношениях надо признать одним из наиболее слабых.

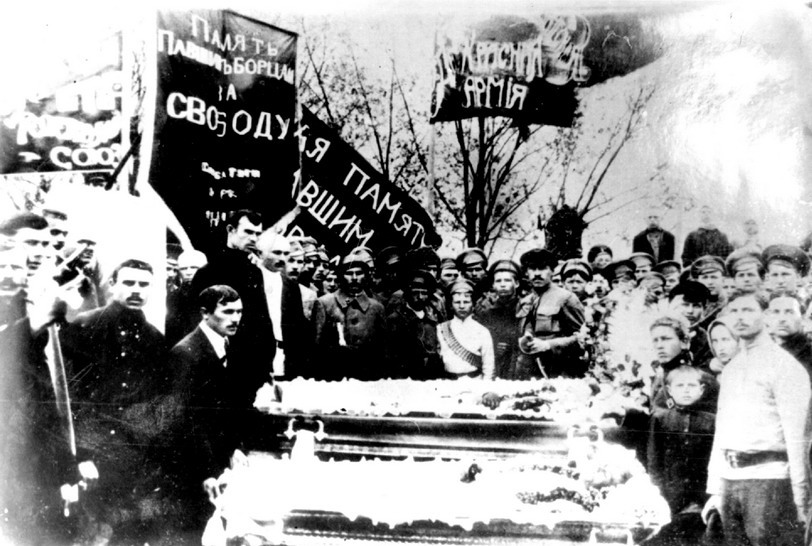
Похороны погибших в столкновении с 1-й партизанской армией. Ртищево, июнь, 1921 года

С 8 по 16 марта на станции Ртищево было объявлено осадное положение, санкционированное Полномочной комиссией ВЦИК. Как говорилось в телеграмме военного ведомства в управдел ВЧК Г. Ягоде: Осадное положение введено «в связи с выступлением железнодорожных рабочих, которые на собраниях проводили явно эсеровскую пропаганду и намеревались выслать к Антонову делегацию, который в то время был в районе Турок».
В начале лета 1921 года девятитысячная 1-я партизанская армия под командованием полковника А. В. Богуславского вновь заняла станцию Ртищево. Против партизанской армии были брошены кавалерийские бригады Г. И. Котовского, М. П. Ковалёва, В. И. Дмитриенко, стрелковая бригада из Самары и три автобронеотряда. Общее командование осуществлял И. П. Уборевич. Под натиском войск Уборевича антоновцы отступили из города, ограбив при этом магазины и взорвав на узле резервуары с водой, чтобы лишить паровозы заправки. Части Красной Армии преследовали антоновцев и 2 июня 1921 года навязали им бой у села Елань (ныне территория Ртищевского района). В этом бою отличился эскадрон 14-й Отдельной кавбригады, под командованием Г. К. Жукова.

### «Фонд Нансена»

Почтово-благотворительная марка Норвегии, посвящённая Ф. Нансену, 1935, 15 + 10 эре,

В 1921 году по поручению Международного комитета Красного креста Ф. Нансеном был создан фонд для оказания помощи голодающим Поволжья. За счёт «фонда Нансена» в Ртищево содержались две столовые. Они бесплатно кормили 830 детей-сирот, отпускали обеды нуждающимся семьям и транзитным пассажирам. 29 ноября 1921 года, на обратном пути из Саратова, Нансен специально остановился в Ртищево, где пробыл трое суток, живя на вокзале. Здесь он создал распределительную базу помощи голодающим, проверил, как кормят детей-сирот, посетил пункты выдачи пайка в волостных сёлах вокруг Ртищева.
14 сентября 2010 года на здании вокзала станции Ртищево-I была открыта мемориальная доска Фритьофу Нансену.

### Ртищево в годыВеликой Отечественной войны
В годы Великой Отечественной войны ртищевский железнодорожный узел выполнял важнейшую связующую функцию тыла с фронтом. В городе дислоцировались 100-й отдельный батальон воздушного наблюдения, оповещения и связи и 243-й отдельный зенитный артиллерийский дивизион, обеспечивающие защиту ртищевского железнодорожного узла от налётов авиации противника.

## Попытки переименования города
Первая попытка переименовать город была предпринята в 1937 году. В декабре этого года в президиум Ртищевского райисполкома пришло письмо от саратовского студента Промыслова Василия Васильевича, в котором, в частности, говорилось, что «станция Ртищево и Ртищевский район именуются по имени помещика Ртищева, который зверски расправлялся с крестьянскими воинами при Степане Разине и после его». Промыслов предложил переименовать «станцию Ртищево в станцию Ежов, а Ртищевский район переименовать в Ежовский район», по имени наркома внутренних дел СССР Н. И. Ежова. 2 января 1938 года состоялось собрание коллективов рабочих цехов паровозников, промывки, механического, обточки, восстановительного поезда и школы ФЗУ по вопросу переименования города и станции, на котором предложение студента Промыслова было встречено «с огромным удовлетворением и радостью». Собрания, проходившие на других предприятиях города, также одобрили предложение о переименовании. 17 января Ртищевский райисполком подал прошение в Саратовский облисполком о возбуждении ходатайства перед ВЦИК о переименовании города Ртищева и станции. 24 ноября 1938 года Ежов был освобождён от обязанностей наркома внутренних дел, а впоследствии арестован. В связи с этим прошение о переименовании города осталось неудовлетворённым.

А. В. Куванов — ртищевский историк-краевед

Вторая попытка была предпринята в 1967 году. Некоторые горожане обратились в местные советские, партийные и общественные организации с предложением ходатайствовать перед Верховным Советом СССР о переименовании Ртищева, мотивируя это, как и 30 лет назад, тем, что история этого названия связана с именем боярина, а бояре «всегда утверждали зло и мракобесие». Мнения горожан разделились, и на страницах газеты «Путь Ленина» развернулась дискуссия. Одни полностью поддерживали идею переименования и, утверждая, что название города должно соответствовать духу развернувшегося коммунистического строительства, идеалам Октябрьской революции и Советского строя, предлагали переименовать Ртищево в честь А. М. Коллонтай. Высказывалось также мнение, что Ртищево — крупный железнодорожный узел, большинство его жителей — железнодорожники. Поэтому назвать город следовало соответственно занятиям его людей. Были и другие, по меньшей мере, наивные предложения. Например, комсомольцы села Ерышовка предлагали переименовать Ртищево в «Манжерок» — по названию популярной в те годы песни Эдиты Пьехи.
Точку в дискуссии поставил бывший редактор газеты «Путь Ленина», историк-краевед А. В. Куванов (1912—1987). В своей статье он, в частности, писал, что довод желающих переименовать город и объясняющих это тем, что название его происходит от имени боярина Ртищева, несостоятелен. В качестве аргумента он впервые в местной печати привёл факты из истории рода Ртищевых, доказывающие, что Ртищевы горячо любили и стойко защищали Родину.

## Физико-географическая характеристика
Географическое положение города можно увидеть на фото со спутника. Город Ртищево расположен на западной окраине Приволжской возвышенности, в 214 км к северо-западу от города Саратова. Занимает площадь 32 км². Протяжённость города 5,25 км в длину и 4,5 км в ширину, высота над уровнем моря около 210 метров. По северной границе города протекает река Ольшанка (приток Хопра), которая является одним из водоприёмников гидросистемы города.
На территории города расположено довольно много оврагов: на западе Попов, на северо-западе Красный Луч, на юго-западе Третьяк и на юге Дубовый. В оврагах Красный Луч и Дубовый построены пруды площадью около 15 тыс. м² и около 12 тыс. м² соответственно.
Климат умеренно континентальный. Зима, как правило, холодная, чаще малоснежная; лето жаркое, за редким исключением сухое. Средняя температура января −12 °C, июля +22 °C. Годовое количество осадков 482 мм, в зимний период выпадают преимущественно в виде снега. Преобладают южные юго-восточные и юго-западные ветры.
В окрестностях города встречаются месторождения нерудных полезных ископаемых: опоки, песка, песчаника и глины. Опоки залегают довольно мощным слоем от 8 до 11 метров. Их разработку можно вести открытым способом. В 18 местах, главным образом в оврагах, окружающих город по всему периметру, найдены песчаник и песок. На северо-западной окраине города имеются большие залежи глины.

### Часовой пояс
Ртищево находится в часовой зоне МСК+1. Смещение применяемого времени относительно UTC составляет +4:00.

## Символика
Первый герб города Ртищево был утверждён 7 ноября 1995 года решением местной администрации. Однако Геральдический Совет при Президенте Российской Федерации его не утвердил, поскольку он был выполнен с нарушениями правил геральдики.
Решением Собрания депутатов Ртищевского муниципального района Саратовской области от 9 июня 2006 года за № 5-59 город Ртищево использует герб и флаг Ртищевского муниципального района.

## Население
| 1875    | 1897    | 1912    | 1917    | 1923    | 1926    | 1931    | 1936    | 1939    | 1940    | 1942    | 1959    |
| ------- | ------- | ------- | ------- | ------- | ------- | ------- | ------- | ------- | ------- | ------- | ------- |
| 886     | ↗3000   | ↗6000   | ↗8600   | ↗10 800 | ↗11 400 | ↗14 100 | ↗23 100 | ↗24 781 | ↗30 000 | ↘28 203 | ↗32 739 |
| 1967    | 1970    | 1979    | 1989    | 1992    | 1996    | 1998    | 2000    | 2001    | 2002    | 2003    | 2005    |
| ↗36 000 | ↗37 146 | ↗41 092 | ↗44 339 | ↘44 300 | ↗45 100 | →45 100 | ↘45 000 | ↘44 800 | ↘44 185 | ↗44 200 | ↘43 600 |
| 2006    | 2007    | 2008    | 2009    | 2010    | 2011    | 2012    | 2013    | 2014    | 2015    | 2016    | 2017    |
| ↘43 400 | ↘43 300 | ↘43 200 | ↘42 921 | ↘41 289 | ↘41 256 | ↘40 961 | ↘40 649 | ↘40 248 | ↘40 043 | ↘39 612 | ↘39 390 |
| 2018    | 2019    | 2020    | 2021    |         |         |         |         |         |         |         |         |
| ↘39 005 | ↘38 663 | ↘38 364 | ↘37 850 |         |         |         |         |         |         |         |         |

На 1 января 2024 года по численности населения город находился на 408-м месте из 1119 городов Российской Федерации.
Национальный состав
| Национальность                                            | Количество (чел.) |
| --------------------------------------------------------- | ----------------- |
| Русские                                                   | 38 841            |
| Украинцы                                                  | 226               |
| Армяне                                                    | 180               |
| Татары                                                    | 146               |
| Езиды                                                     | 76                |
| Белорусы                                                  | 62                |
| Азербайджанцы                                             | 62                |
| Другие национальности и лица, не указавшие национальность | 406               |

## Транспорт

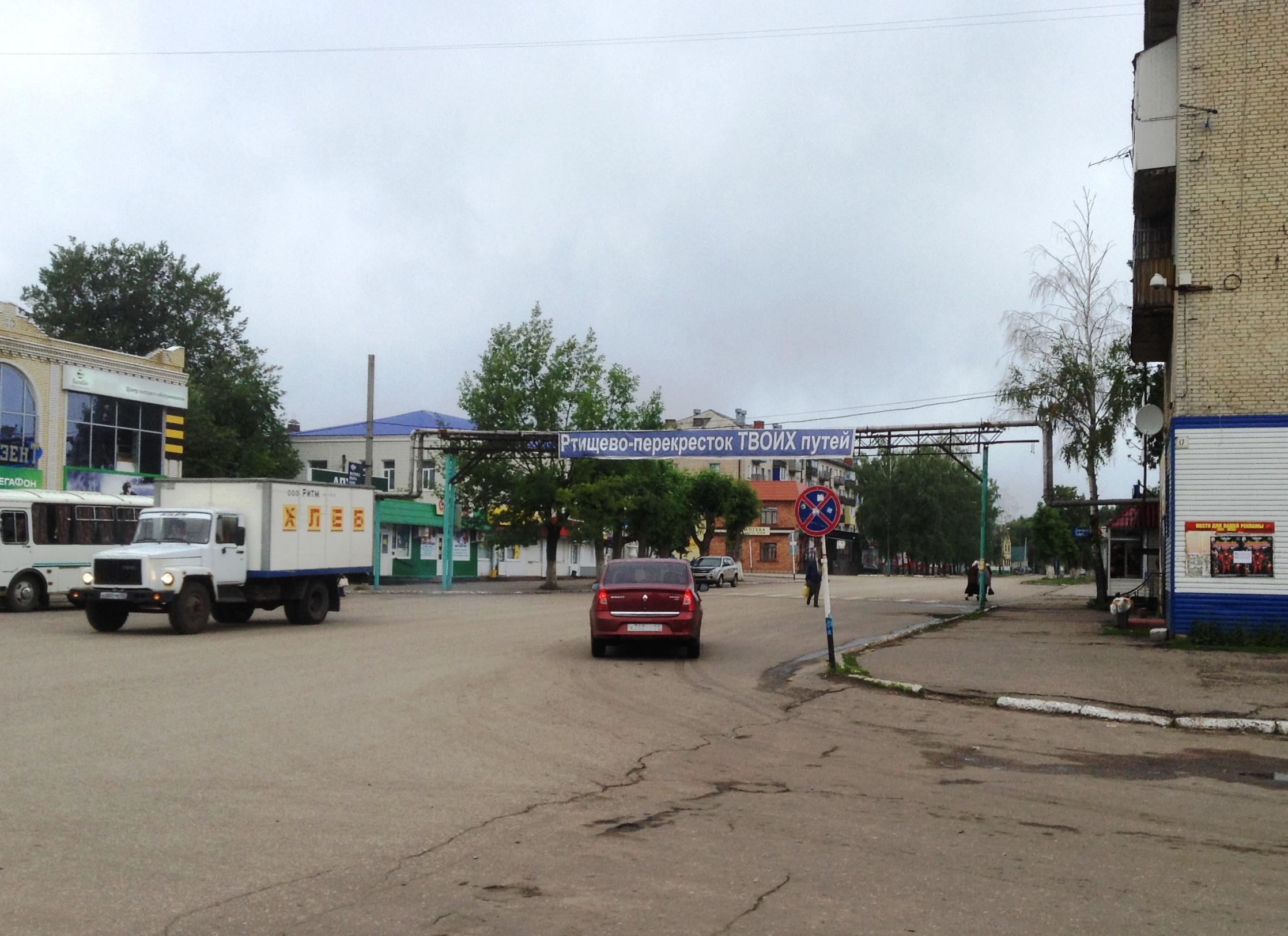
Ртищево — перекрёсток путей

Городской транспорт Ртищева — автобусы и маршрутные такси. Действуют восемь городских автобусных маршрутов. Несколько компаний осуществляют таксомоторные перевозки. Пригородные маршруты, связывающие Ртищево с сёлами Ртищевского района, отправляются от автостанции.

### Железная дорога

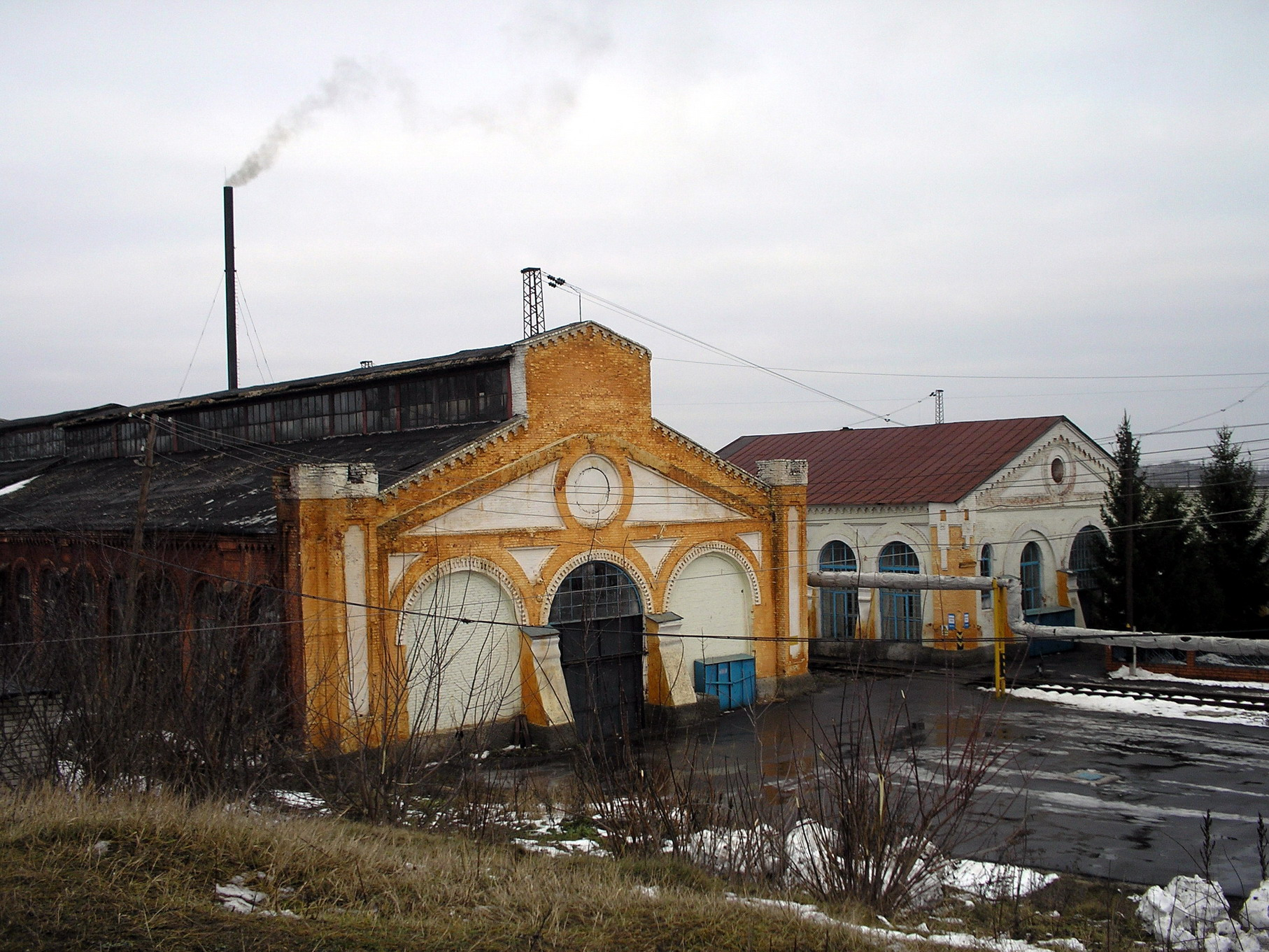
Бывшее паровозное депо

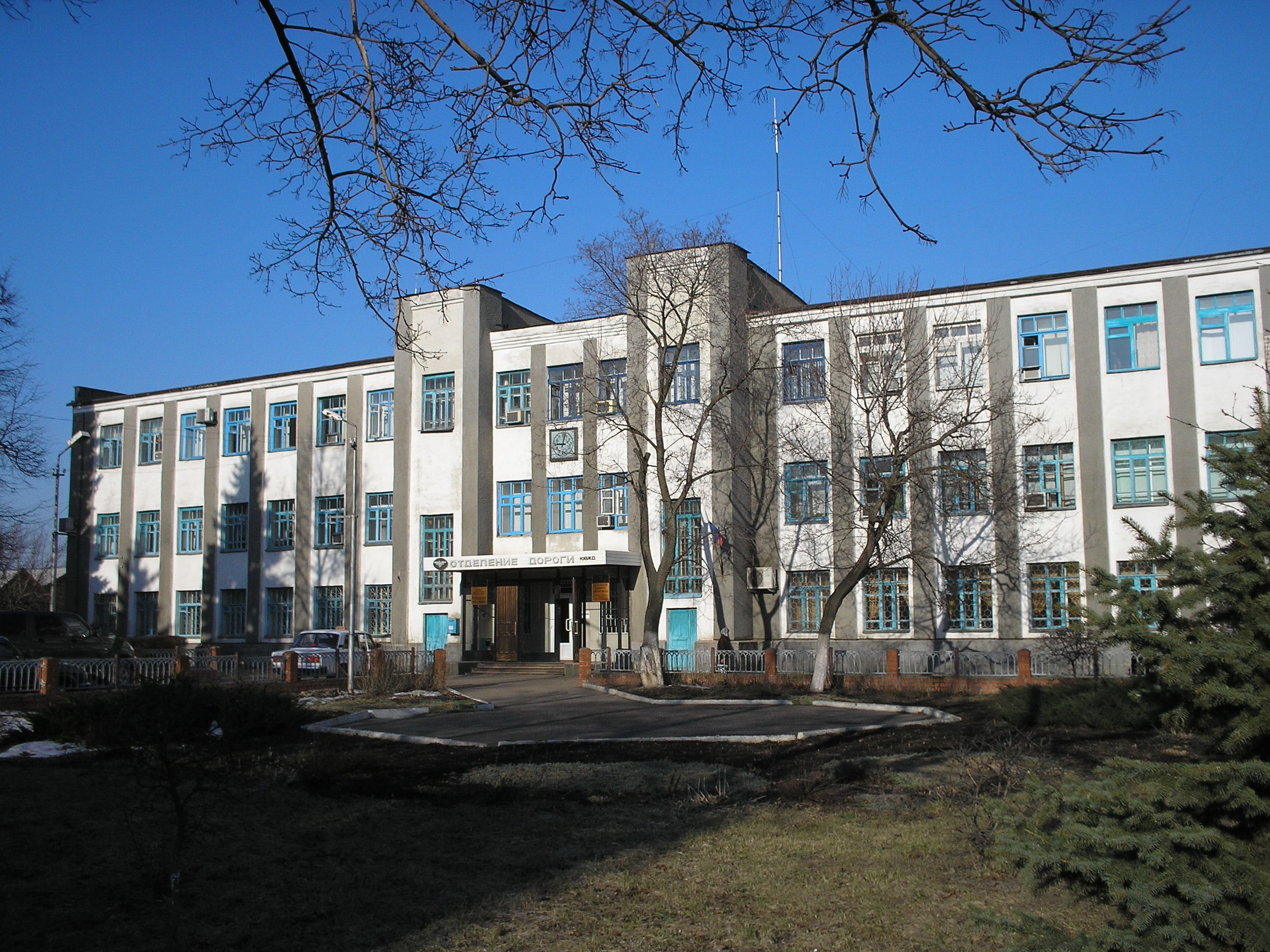
Ртищевское отделение ЮВЖД

Город Ртищево — крупный железнодорожный узел Юго-Восточной железной дороги на пересечении линий Саратов — Тамбов и Пенза — Поворино. В городе имеется три железнодорожные станции Ртищево-I, Ртищево-II (грузовая) и Шуклино. Ртищевское отделение ЮВЖД — филиала ОАО «РЖД» обеспечивало работой почти три четверти населения города, формируя около 70 % районного бюджета.
Основные этапы развития железнодорожного хозяйства в городе Ртищево:
- Лето 1868 года — на 11-м участке Тамбово-Саратовской железной дороги, то есть на месте будущей станции Ртищево, начались строительные работы.
- 14 (26) января 1871 года — на втором участке дороги от Умёта до Аткарска открылось пассажирское и товарное движение; ввод в эксплуатацию станции Ртищево.
- 29 января 1871 года — открылось паровозное депо Ртищево.
- 3 сентября 1895 года — открылось движение по так называемому «Балашовскому ходу»: Пенза — Балашов — Харьков. Со станции Ртищево на станцию Балашов прибыл первый пробный поезд (проследовал до станции Поворино). Станция Ртищево получила статус железнодорожного узла — «перекрёстка России».
- 1899 год — на станции Ртищево была построена первая в России сортировочная горка[57].
- 1900 год — в Ртищеве началась постройка газового завода для снабжения газом вагонов пассажирского парка.
- 1 января 1909 года — образован Ртищевский участок тяги: депо Ртищево и Пенза, линии от станции Тамала до входа на станцию Екатериновка с ветвью на Беково и от станции Летяжевка до Пензы.
- 1933 год — создание Ртищевского отделения дороги[58].
- 1 января 1938 года — сдача в эксплуатацию паровозного депо при станции Ртищево-II (ныне локомотивное депо)
- 1956—1957 годы — по всему «Балашовскому ходу» вводится тепловозная тяга. Тепловозы ТЭ3 приписки локомотивного депо Ртищево стали водить грузовые поезда до станции Поворино.
- 1960 год — состоялось объединение депо при станции Ртищево-I и станции Ртищево-II в единое локомотивное депо.
- 1962 год — принятие решения об электрификации «Балашовского хода» Пенза — Харьков.
- 15 июня 1965 года — в локомотивное депо Ртищево поступил первый электровоз ВЛ60.
- 14 декабря 1965 года — открытие электровозного движения на участке Ртищево-II — Колышлей
- Февраль 1967 года — в депо Ртищево поступили первые два электровоза ВЛ80к.

| Железные дороги, в которые входила станция Ртищево с 1871 года |                |                                     |
| С                                                              | По             | Название                            |
| 14 (26) января 1871                                            | 1 января 1891  | Тамбово-Саратовская железная дорога |
| 1 января 1891                                                  | 11 января 1892 | Козлово-Саратовская железная дорога |
| 11 января 1892                                                 | февраль 1939   | Рязано-Уральская железная дорога    |
| февраля 1939                                                   | апрель 1942    | Пензенская железная дорога          |
| апреля 1942                                                    | 1 марта 1958   | Юго-Восточная железная дорога       |
| 1 марта 1958                                                   | сентябрь 1985  | Приволжская железная дорога         |
| сентября 1985                                                  |                | Юго-Восточная железная дорога       |

## Экономика
Экономика города представлена следующими предприятиями:
- ПАО «Завод «Аргон»,
- АО «Даргез-Ртищево» (на базе бывшего мясокомбината),
- АО «Птицевод».

Маслозавод, завод строительных материалов, швейная фабрика, ООО «Ватная фабрика «Забота» и ОАО «Ртищевский ремонтно-механический завод» прекратили свою деятельность. Функционирует асфальтовый завод.

## Военные объекты
В 3 км к северо-западу от города расположен аэродром ВВС России, на котором дислоцируется 666-й учебный авиаполк Балашовского учебного авиационного центра подготовки лётного состава.

### Вид аэродрома из космоса
52°18′00″ с. ш. 043°43′00″ в. д.

## Учреждения культуры и образования города

### Городской культурный центр

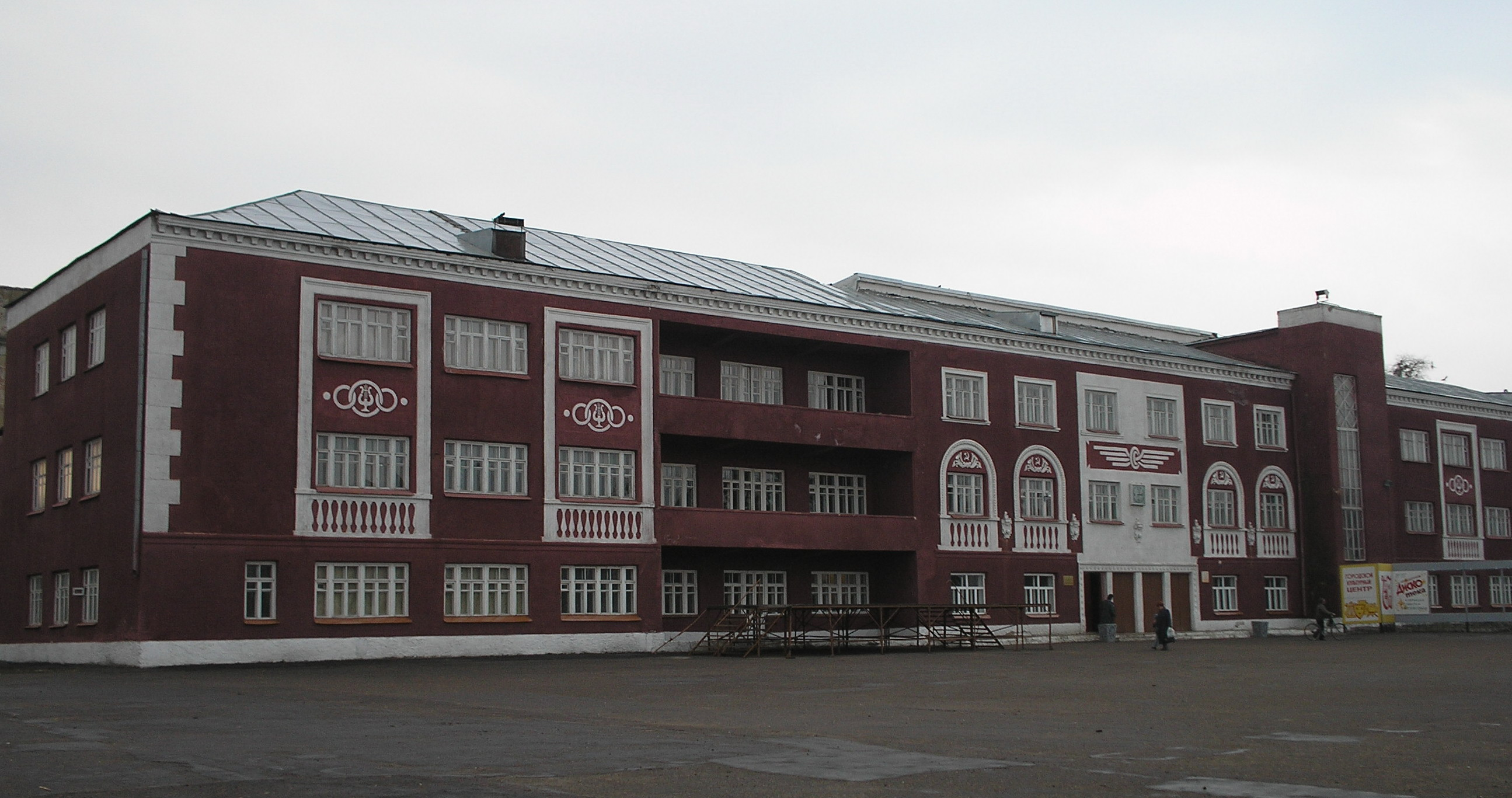
Городской культурный центр

- 1931 год — на месте Австрийских бараков состоялась закладка Дворца культуры железнодорожников — самого большого на РУЖД.
- 6 ноября 1935 года — открылась первая очередь Дворца культуры железнодорожников имени В. И. Ленина. В том же году к Дворцу пристроили спортивный зал общества «Локомотив».
- Май 1936 года — в ДК перенесли городскую библиотеку.
- 1937 год — к Дворцу культуры был пристроен театральный зал, оборудованный поворотной сценой (в настоящее время находится в полуразрушенном состоянии).
- 1941—1942 годы — в здании ДК размещался Полтавский военный эвакогоспиталь № 387.
- 10 июля 1970 года — во Дворце культуры им. В. И. Ленина состоялось открытие Ртищевского народного музея.
- Апрель 1998 года — передача Дворца культуры железнодорожников в муниципальную собственность, образование Городского экспериментального культурного центра.

### Кинотеатр им. М. И. Калинина
- 1910 год — машинистами братьями Толмазовыми и дорожным мастером Семержисом в посёлке Ртищево был открыт иллюзион-синематограф «Прогресс».
- 18 июля 1919 года — в кинотеатре состоялось выступление М. И. Калинина, прибывшего в Ртищево на агитпоезде ВЦИК «Октябрьская революция».
- Июль 1935 года — кинотеатру присвоено имя Наркома Путей Сообщения Л. М. Кагановича.
- Июль 1957 года — исполком Ртищевского горсовета присвоил кинотеатру имя М. И. Калинина.
- 23 февраля 2008 года — состоялось открытие при кинотеатре ртищевского рок-клуба.

### Учебные заведения

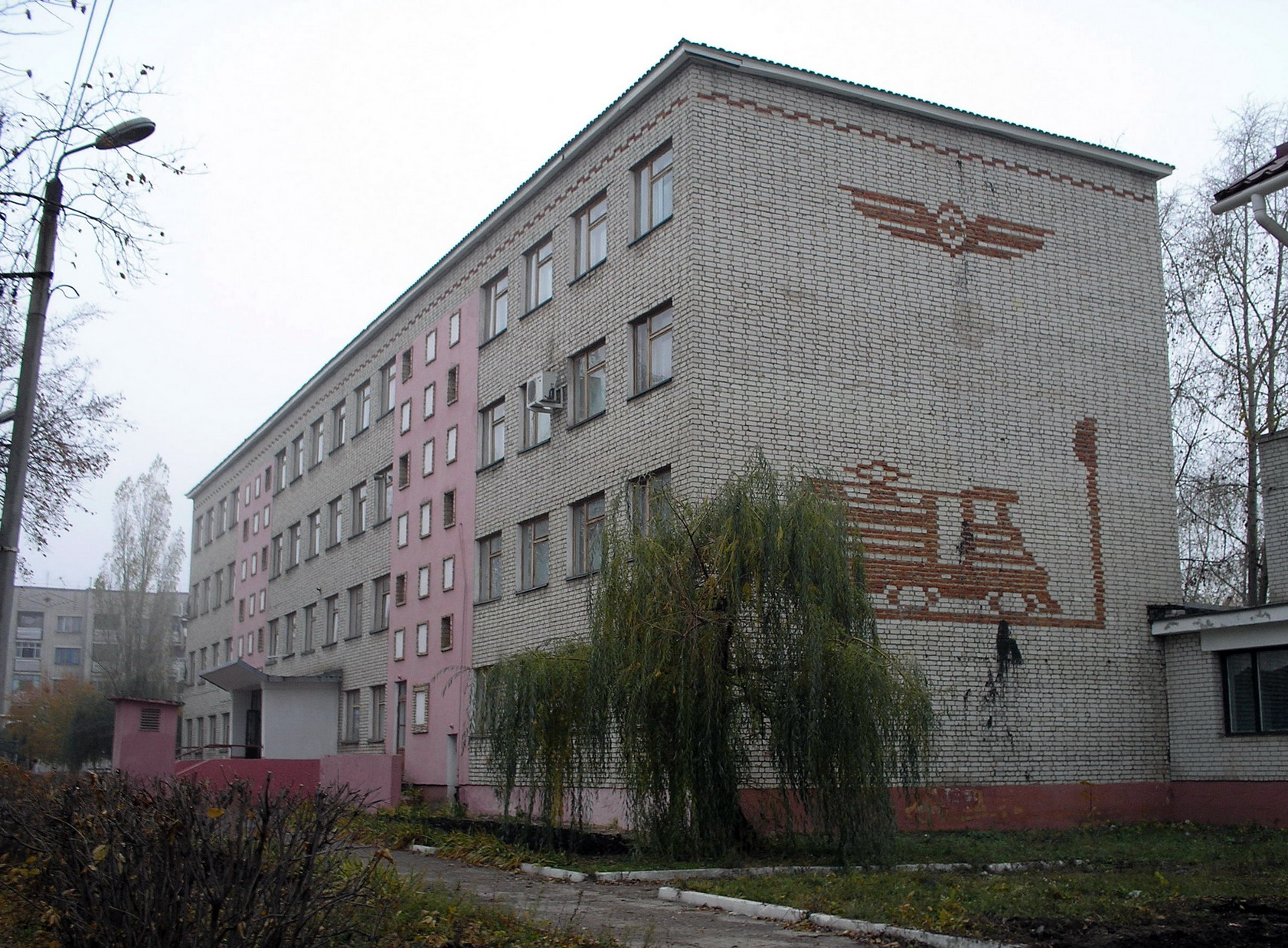
Техникум железнодорожного транспорта

Первое учебное заведение на станции Ртищево — церковно-приходская школа при Александро-Невской церкви, было открыто в 1889 году. Первоначально школа была смешанного типа. После открытия в 1897 году на станции Ртищево мужского двуклассного училища — преобразована в женскую. В 1914 году в Ртищево началось строительство гимназии, однако до 1918 года, то есть до упразднения гимназий как типа учебного заведения, её построить не успели. В достроенном позднее здании, разместилась начальная школа, ныне здесь располагается Дом детского творчества «Гармония».
До 1917 года на станции работало ртищевское попечительство Общества вспомоществования учащимся в училищах и школах Рязано-Уральской железной дороги, в составе семи уполномоченных представителей. Ртищевский участок тяги оказывал значительное содействие в делах Общества вспомоществования наряду с такими крупными станциями, как Москва, Тамбов и Покровск (Энгельс).
В настоящее время в городе работают 7 средних общеобразовательных школ и негосударственная общеобразовательная школа-интернат ОАО «Российские железные дороги».
С 1961 года в Ртищево работает учебно-консультационный пункт Всесоюзного заочного института инженеров железнодорожного транспорта (ныне Российская открытая академия транспорта).
В 2003 году на базе средней общеобразовательной школы № 9 был открыт учебный центр Современной гуманитарной академии.
В 1969 году открылся Ртищевский техникум железнодорожного транспорта. Техникум готовит диспетчеров, дорожных мастеров, ремонтников пути, организаторов движения поездов, экономистов.
Выпускники Ртищевского техникума работают на предприятиях железнодорожного транспорта в разных концах России и в странах Ближнего зарубежья.

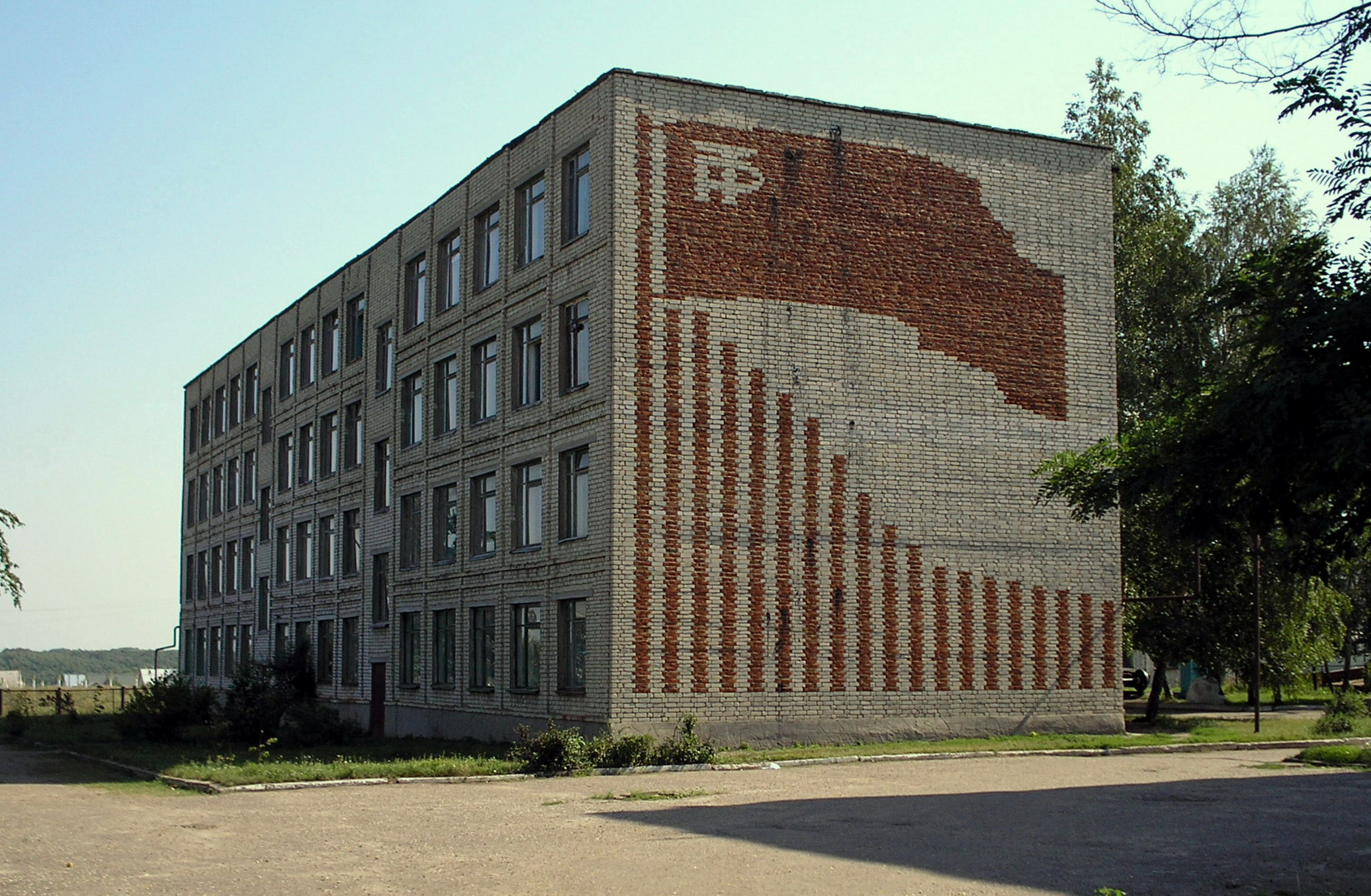
Учебный корпус ПУ-12

В Ртищево расположены два профессиональных училища (ПУ).
ПУ № 12 — старейшее в городе. Было организованно в конце 1923 года при паровозном депо станции Ртищево. Училище готовит рабочих разнообразных профессий: помощников машинистов локомотивов, осмотрщиков вагонов, дежурных по станции, сельских механизаторов широкого профиля, операторов связи, поваров, газоэлектросварщиков.

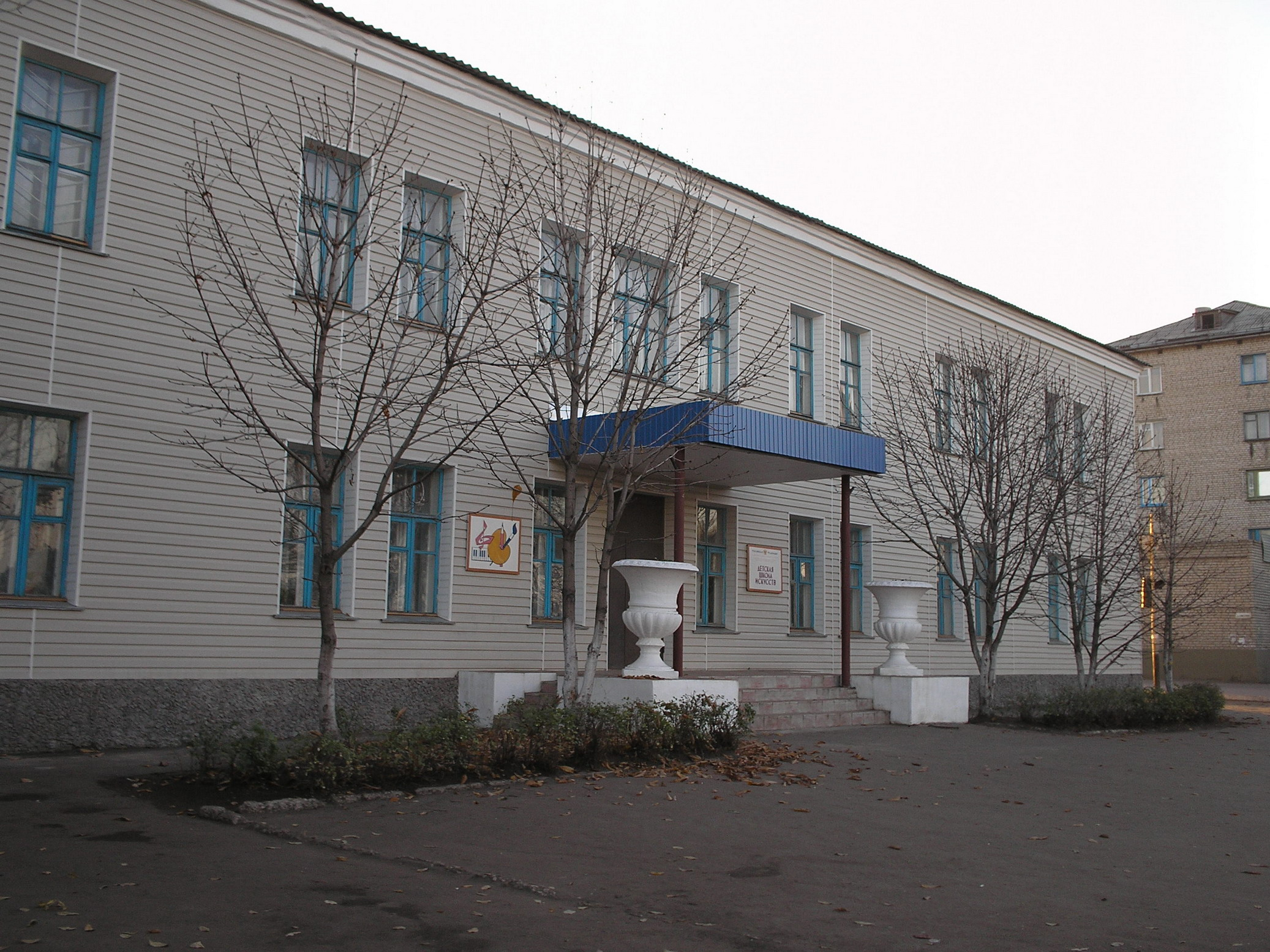
Детская школа искусств

Среди выпускников ПУ № 12 четыре Героя Советского Союза — Б. Г. Сорокин, В. А. Михалёв, В. И. Климов и Г. А. Пономарёв. Прекратило существование в 2013 году. Учебный процесс перенесён в ПУ-80.
ПУ № 80(Переименовано в РПЛ (Ртищевский Политехнический Лицей)). Училище выпускает: бухгалтеров малых предприятий, кондитеров, портных, слесарей-сантехников, газоэлектросварщиков, строителей, станочников широкого профиля, радиомонтажников.
Детская школа искусств им. В. В. Толкуновой — возникла в 1994 году в результате слияния детской музыкальной и детской художественной школ. Ртищевская детская музыкальная школа была открыта в 1959 году, детская художественная школа — в 1984 году. Основу школы составляют отделения народных инструментов, фортепьянное, хорового пения, художественное отделение.
Среди выпускников ртищевской музыкальной школы — певица Жанна Рождественская, известная по легендарным рок-операм Алексея Рыбникова «Юнона и Авось» и «Звезда и смерть Хоакина Мурьеты», озвучившая многие советские фильмы и исполнившая такие хиты, как «Позвони мне, позвони» и «Песню гадалки» («Ну что сказать, ну что сказать…»).

## Здравоохранение
Сфера здравоохранения Ртищева представлена следующими врачебными учреждениями: центральной районной больницей, отделенческой больницей на станции Ртищево-I ОАО «РЖД», станцией скорой медицинской помощи, двумя поликлиниками (городской и отделенческой), тремя стоматологическими клиниками, двумя зубопротезными лабораториями и одной детской поликлиникой, а также родильным домом. Функционирует обширная аптечная сеть. Также в Ртищево работает медицинский центр «Здоровье».

### Из истории здравоохранения

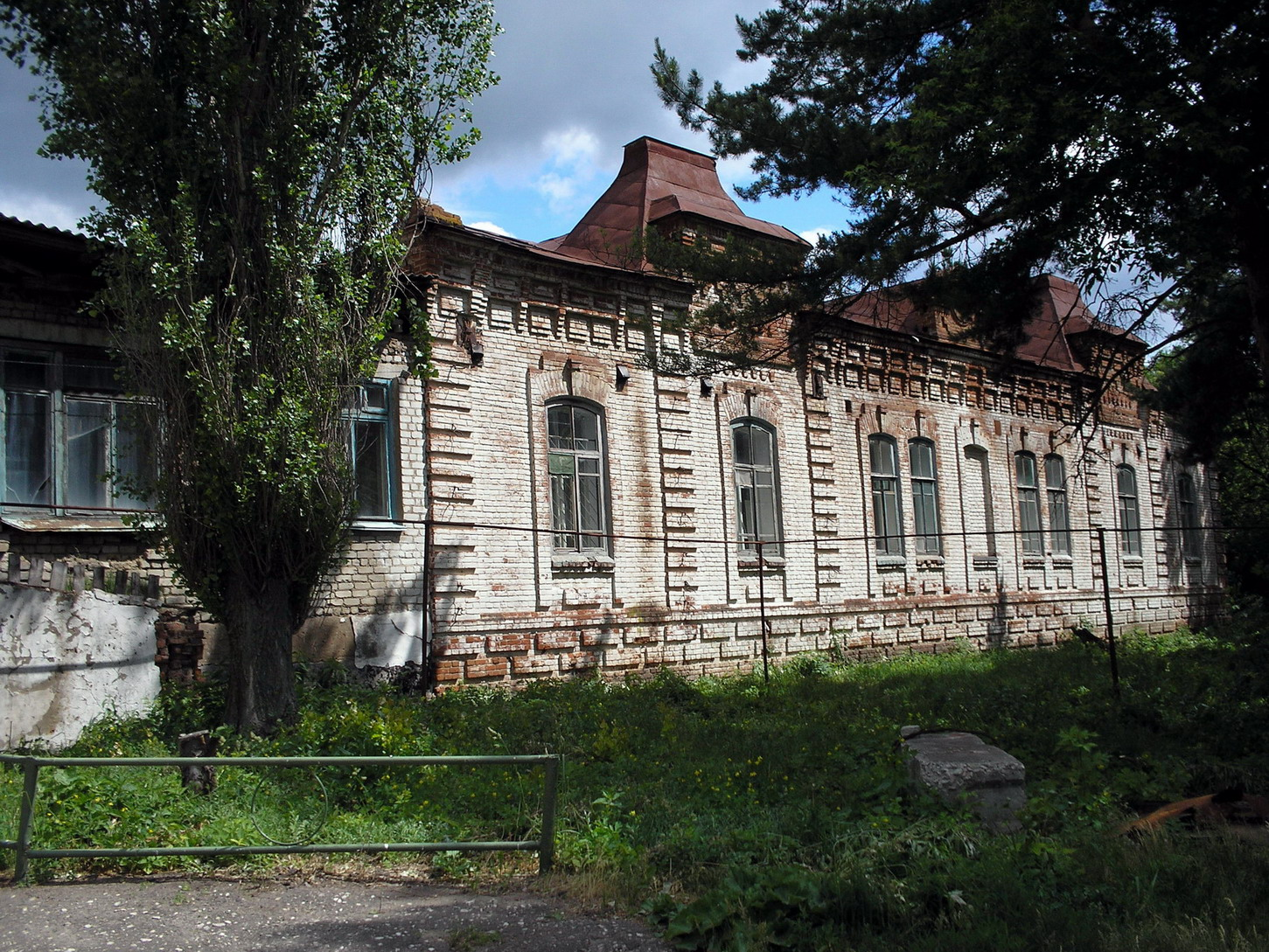
Участковая больница села Ртищево (ныне инфекционное отделение Ртищевской ЦРБ)

Участковая больница на 16 коек была открыта в селе Ртищево в 1904 году. В её штате были один врач, три фельдшера и одна акушерка. После 1917 года участковая больница была преобразована в советскую, а позднее в районную.
В 1955 году в Ртищево началось строительство городской больницы. Больничный городок, включавший в себя больницу, поликлинику, детскую поликлинику и родильный дом, был сдан в эксплуатацию в декабре 1961 года. В феврале 1962 года, в связи с открытием городской больницы, Ртищевская районная больница была реорганизована в инфекционное отделение городской больницы.
В конце 1980-х годов территория ЦРБ увеличилась в два раза. Было построено новое четырёхэтажное здание. На первом этаже разместилась детская поликлиника, на втором — детское отделение, на третьем — отделение лор и на четвёртом — гинекологическое отделение. Отдельно, соединив с основным корпусом переходом, построили двухэтажное здание родильного отделения.
При станции Ртищево существовала также железнодорожная больница, обслуживавшая рабочих и служащих железной дороги.
В 1969 году началось сооружение комплекса железнодорожного больничного городка. Железнодорожная больница, ныне НУЗ «Отделенческая больница на станции Ртищево-I ОАО „РЖД“», была сдана в эксплуатацию в феврале 1973 года. В декабре 1981 года в эксплуатацию было сдано здание железнодорожной поликлиники.
Первая аптека в посёлке Ртищево была открыта в 1907 году на Московской улице провизором Дралюком.

## Религия

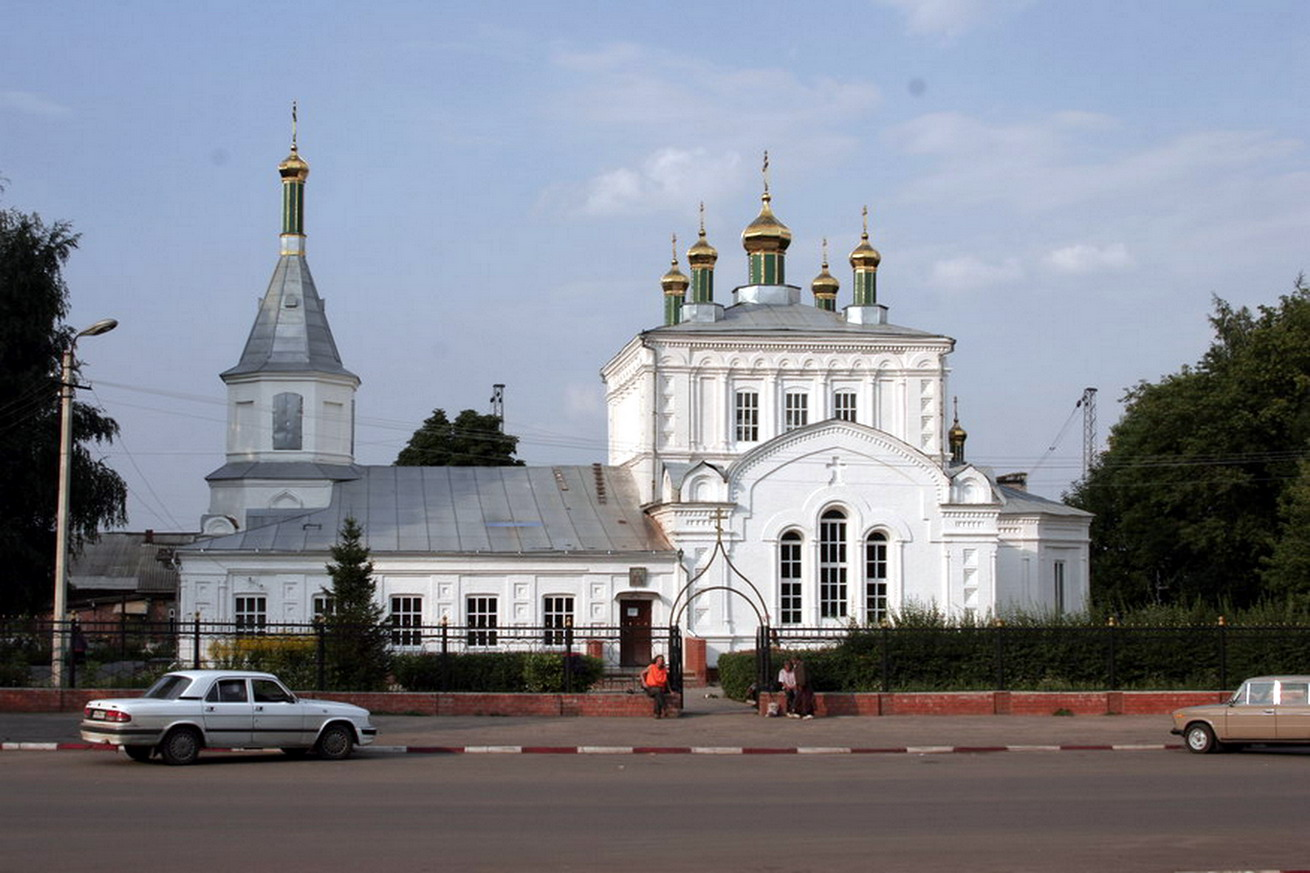
Александро-Невская церковь

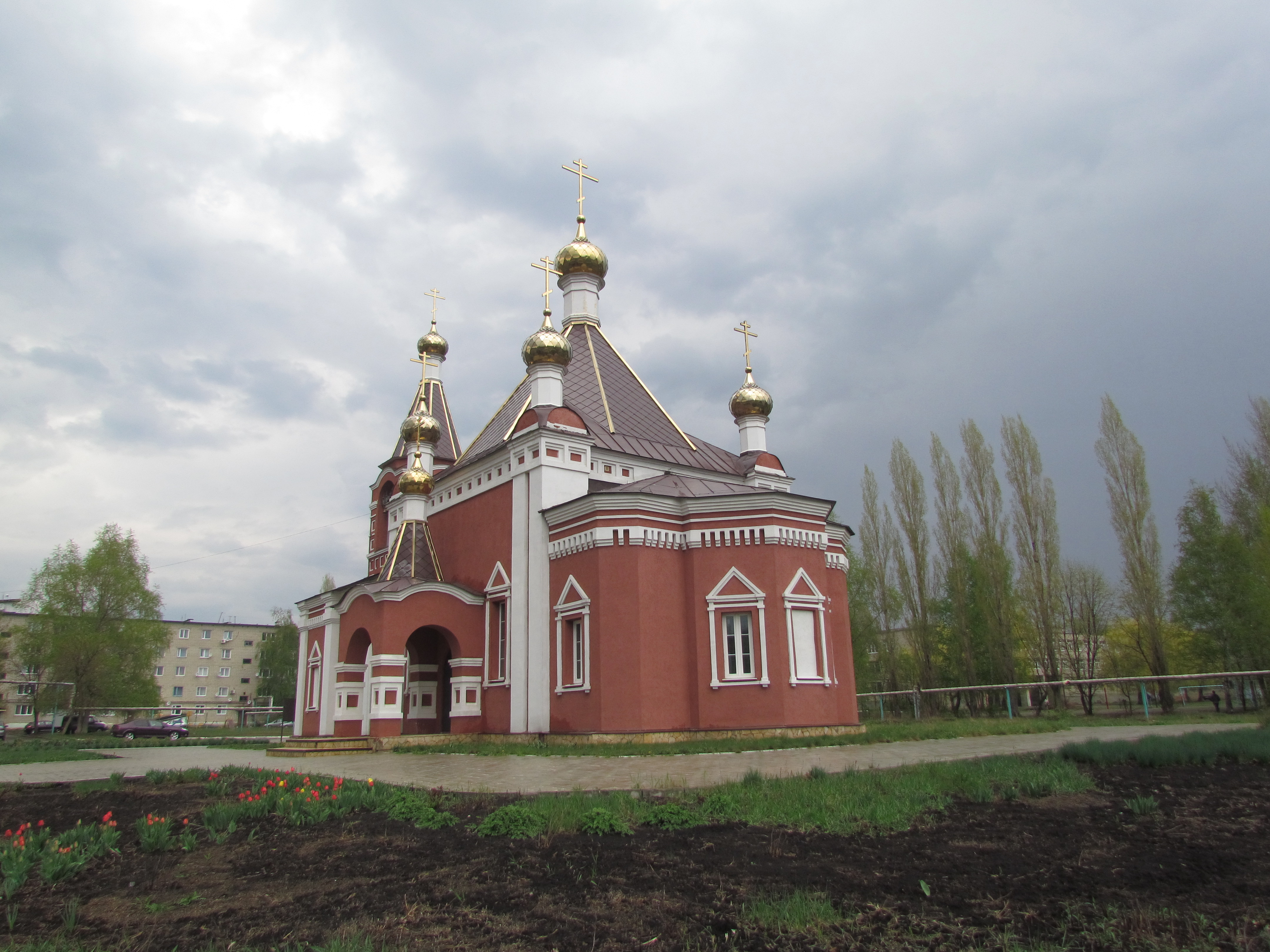
Церковь святителя Николая Чудотворца. Фото 2015

В настоящее время в городе имеется одна действующая православная церковь во имя святого благоверного великого князя Александра Невского. В Юго-Западном районе в 2006 году был открыт православный приход во имя Святителя Николая Чудотворца. 19 декабря 2010 года в Юго-Западном районе города состоялось освящение новой церкви во имя святителя Николая, архиепископа Мир Ликийских.

### Утраченные храмы
Каменная церковь с каменной колокольней была построена в селе Ртищево в 1810 году старанием помещика Г. И. Ненарокова. В штате причта состояли священник и псаломщик, проживавшие в церковных домах. Главный престол церкви был в честь Покрова Божией Матери, в приделе — во имя преподобного Герасима Иорданского. Церковь разрушена, предположительно, в 1920-е годы.
В 1901 году на добровольные пожертвования в посёлке была построена деревянная однопрестольная церковь во имя святителя и чудотворца Николая Мирликийского. Храм освящён 17 декабря 1901 года. В штате причта состояли священник, дьякон и псаломщик. В июне 1930 года Постановлением Президиума Нижне-Волжского Краевого Исполкома Советов РКиК депутатов церковь закрыли. Её здание планировалось передать под клуб пионеров, однако, по неизвестным причинам, этого не произошло и, в середине 1930-х годов церковь была разрушена.

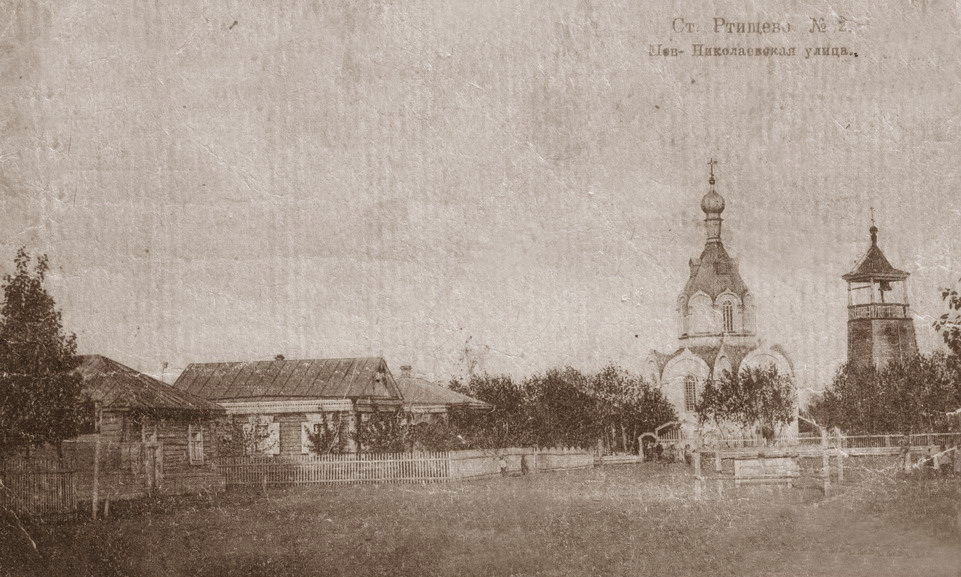
Вид на Николаевскую церковь с Ново-Никольской (ныне Володарского) улицы

## Спорт

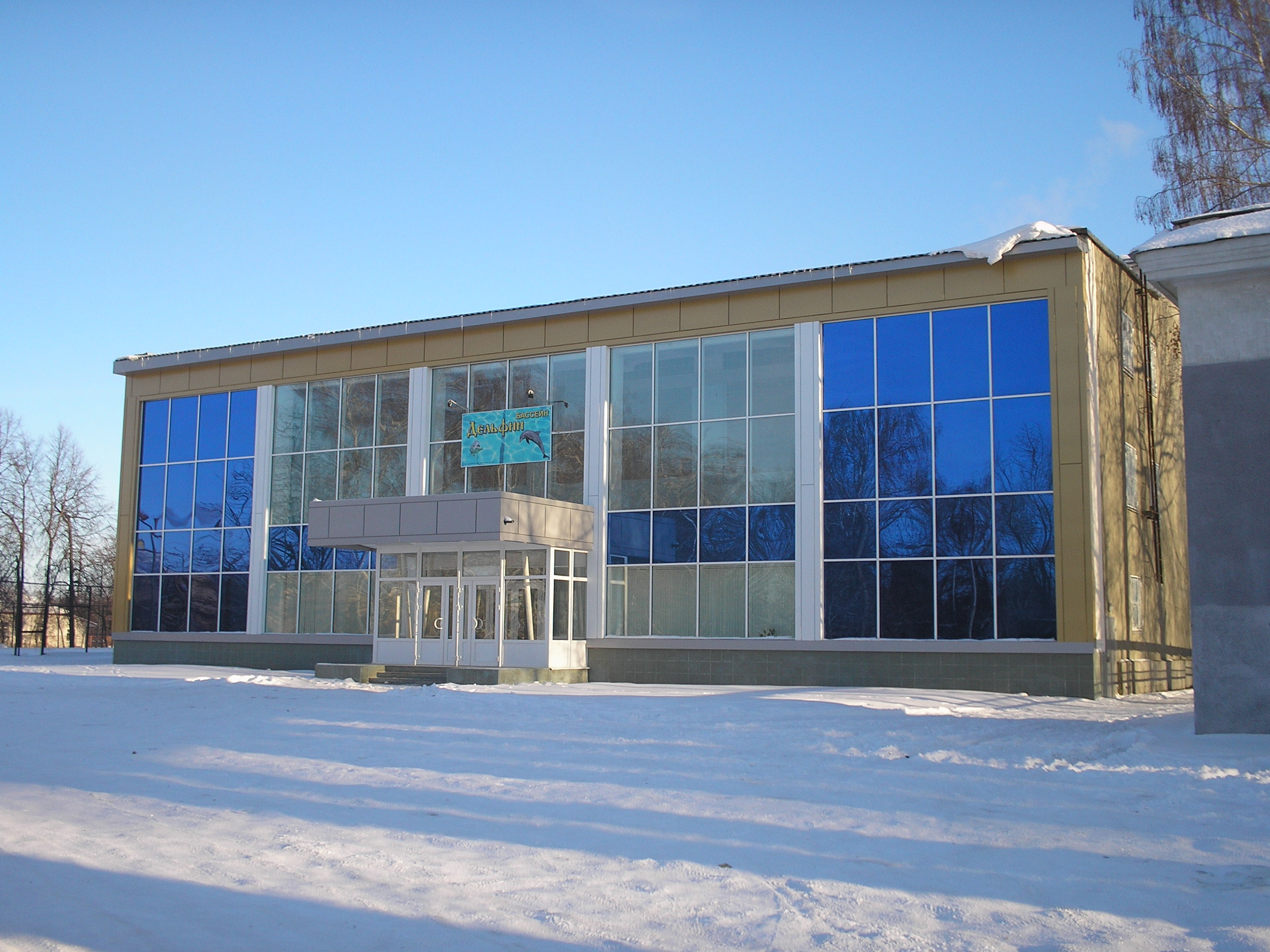
Плавательный бассейн «Дельфин»

В городе Ртищево имеются следующие спортивные строения и площадки:
- городской стадион на 3000 посадочных мест
- спортивный зал физкультурно-спортивного клуба «Локомотив»
- плавательный бассейн «Дельфин»
- физкультурно-оздоровительный комплекс «Юность»
- другие залы и площадки (школьные спортивные залы и т. д.)

### Стадион «Локомотив»
Строительство стадиона в Ртищево началось ещё в 1930-х годах. Популярность только появившегося в те годы парашютного спорта обусловила появление на стадионе парашютной вышки. В январе 1936 года было создано спортивное общество «Локомотив». Однако во время Великой Отечественной войны стадион пришёл в запустение, часть его была вспахана, часть завалена мусором. Вопрос о его восстановлении был поднят ещё в 1943 году, но реализовать эти планы удалось только в 1950-е годы. В городе, практически заново, был построен стадион на три тысячи мест.

### Плавательный бассейн «Дельфин»
Бассейн в Ртищево строили с 1967 по 1971 год. Это был первый плавательный бассейн на Приволжской железной дороге. Торжественное его открытие состоялось 12 февраля 1972 года. В 2005 году бассейн был закрыт на реконструкцию, а 25 декабря 2007 года снова открыл свои двери для посетителей.

## Достопримечательности и памятники

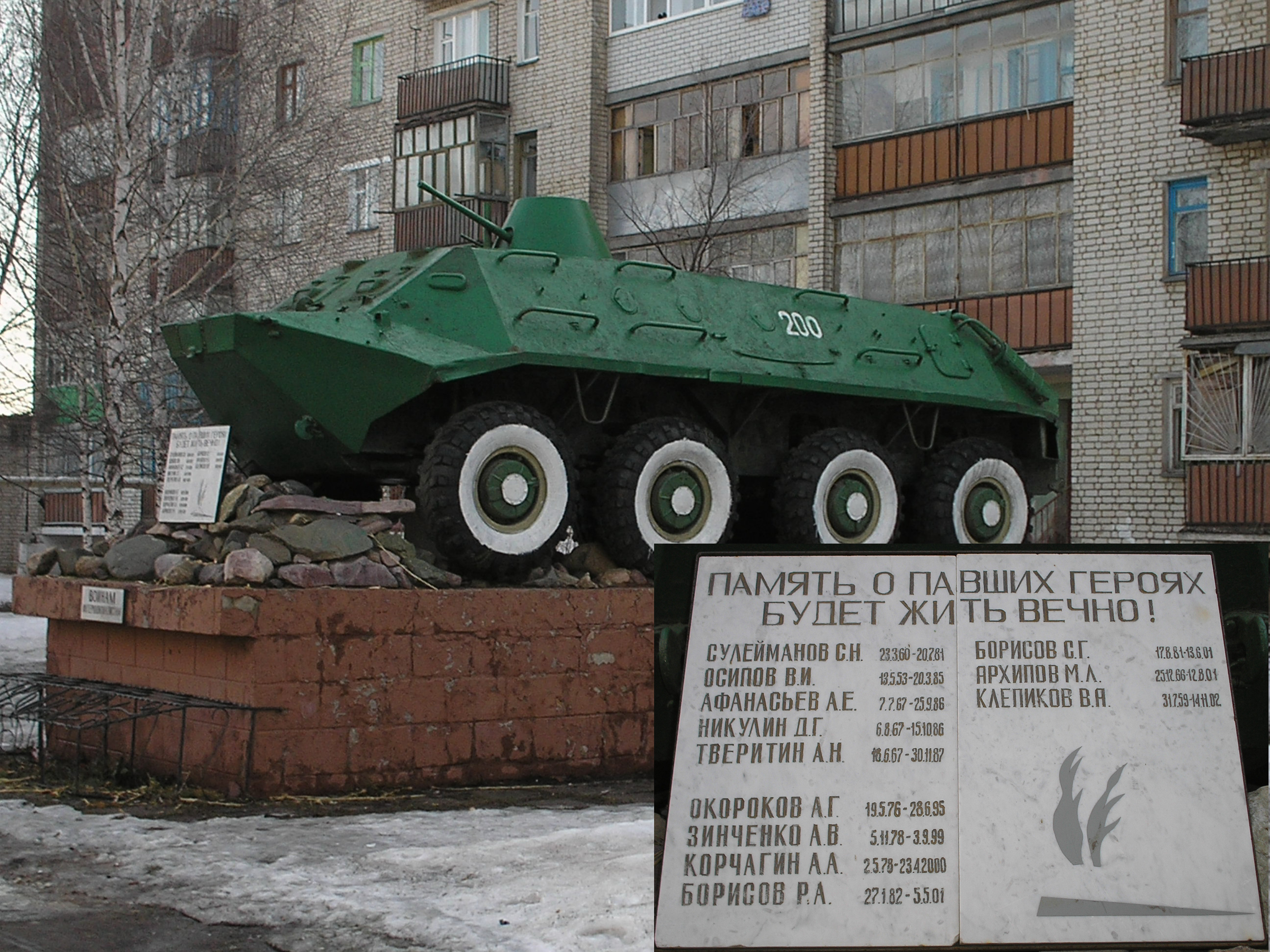
Памятник и памятная доска ртищевским воинам-интернационалистам

Железнодорожный вокзал и здание паровозного депо — образцы архитектуры XIX века.
Александро-Невская церковь — памятник архитектуры и искусства начала XX века

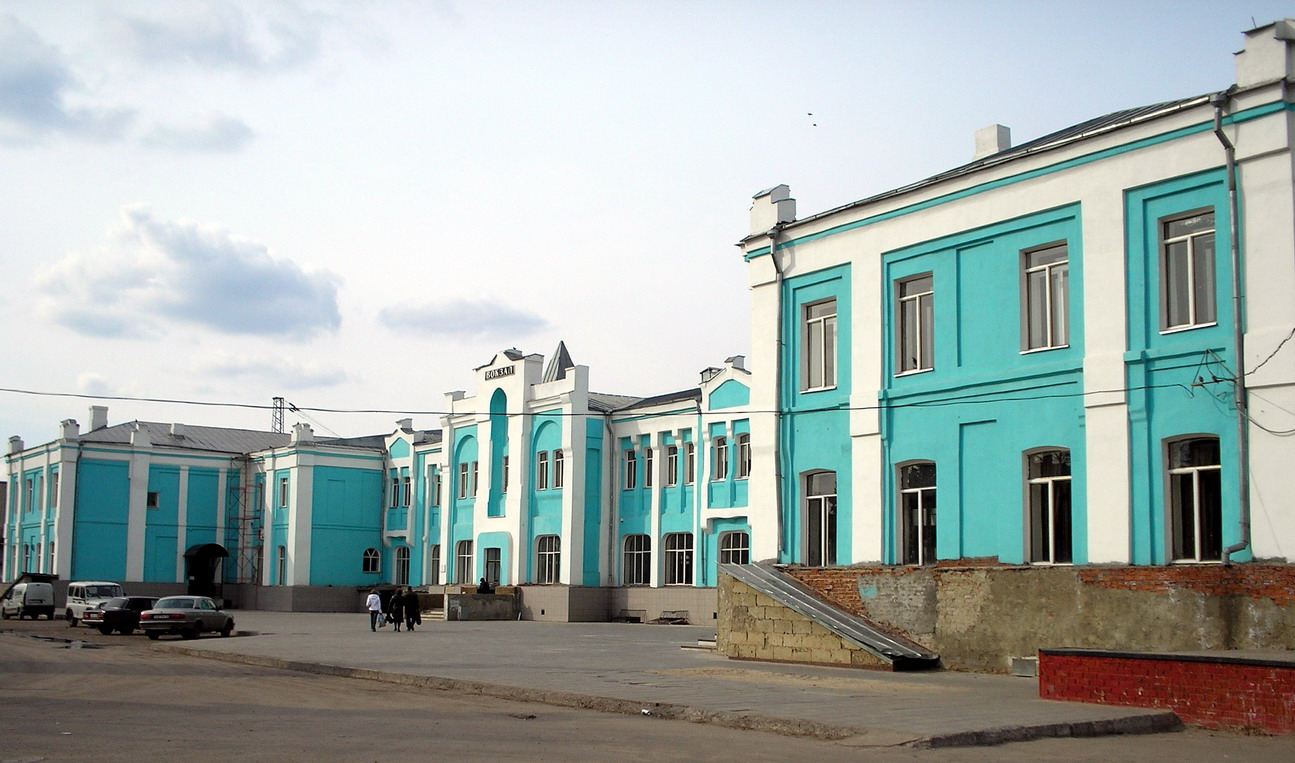
Железнодорожный вокзал станции Ртищево-I

### Памятники
В год 30-летия Победы советского народа в Великой Отечественной войне 9 мая 1975 года в городе на площади Дворца культуры был торжественно открыт двенадцатиметровый Обелиск Славы. В 2000 году обелиск был реконструирован. Справа и слева к нему пристроили «Стену памяти» с табличками, на которых начертаны фамилии ртищевцев, погибших в Великой Отечественной войне. В том же 2000 году на площади создали мемориал воинам, павшим в годы войны.
В 1985 году на перекрёстке улиц Левице и Красной, напротив городского парка культуры и отдыха, в честь — 243-го отдельного зенитного артдивизиона и 100 батальона воздушного наблюдения, оповещения и связи, защищавших в годы Великой Отечественной войны ртищевский железнодорожный узел от налётов немецкой авиации, был открыт памятник «Защитники ртищевского неба 1941—1945». Он представляет собой 37-миллиметровую зенитную пушку, установленную на восьмигранном постаменте. В 2015 пушку перенесли на площадь Дворца культуры.
В конце 1980-х годов на улице Советской был открыт памятник воинам-интернационалистам. А 15 февраля 2001 года состоялось торжественное открытие мемориальной доски с фамилиями восьми погибших в Афганистане и Чечне ртищевцев с датами их рождения и гибели.
В мае 2005 года на улице Малая Московская возле здания прокуратуры был установлен бюст Героя Советского Союза А. С. Трынина, а на здании — памятная доска.
В 2016 году в городе был установлен Памятник детям войны.

### Утраченные памятники

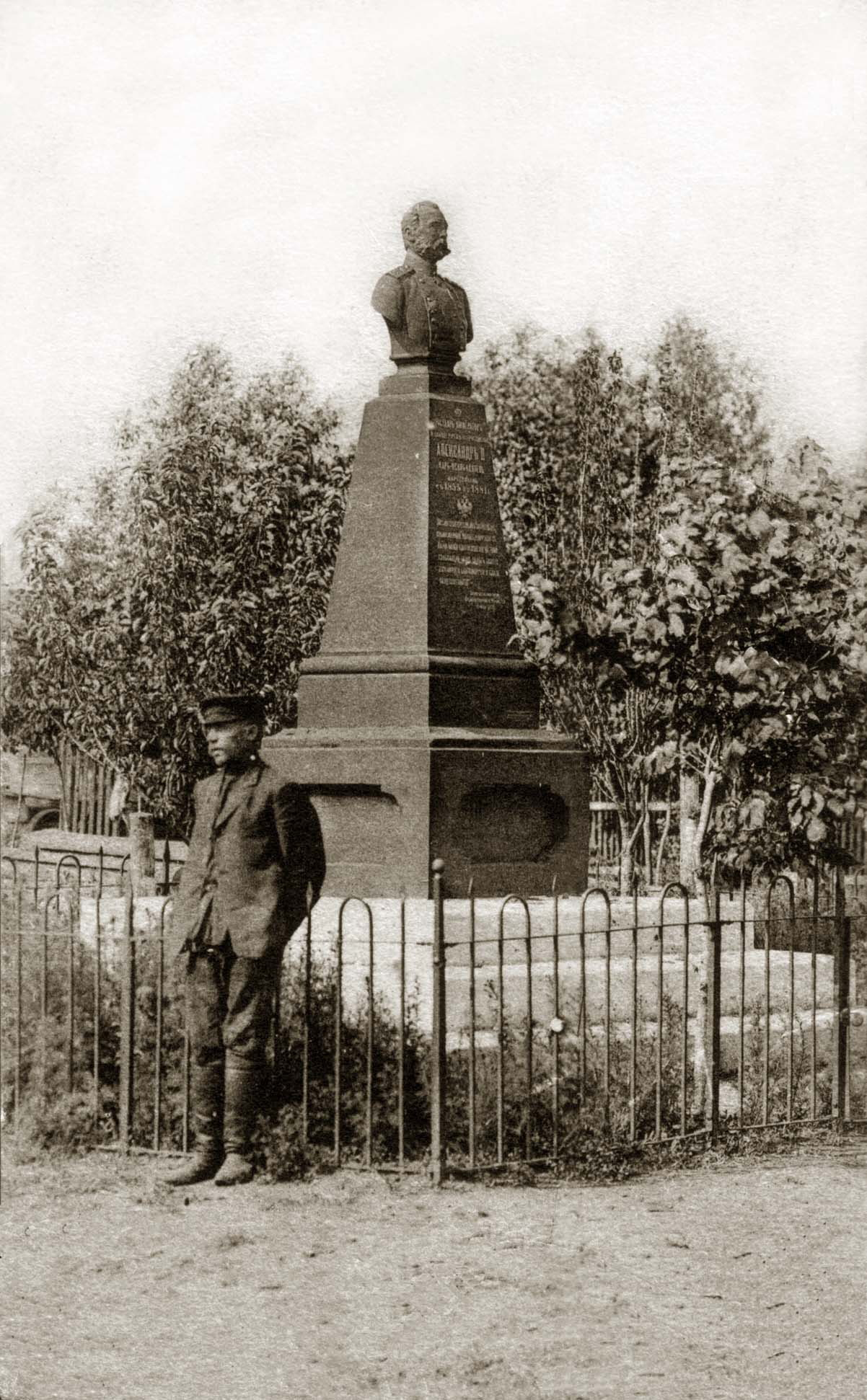
Памятник Александру II в посёлке Ртищево

С 1901 по 1917 годы перед Царскими вратами поселковой церкви на гранитном постаменте стоял бюст императора Александра II. Он был изваян в 1888 году. Его изготовление обошлось Сердобскому уездному земству в 2500 рублей. Судьба памятника после 1917 года неизвестна.

## Коммуникации

### Средства массовой информации

#### Телевидение
В 1962 году Министерство путей сообщения СССР ввело в эксплуатацию радиорелейную линию Москва — Саратов. На южной окраине Ртищева появился пункт РРЛ, состоящий из радиорелейной мачты и здания с радиоаппаратурой. Помимо производственных нужд железнодорожников, радиорелейная линия использовалась для передачи телевизионных сигналов из Москвы в Саратов. Однако ртищевцы не могли смотреть телепередачи, так как местный пункт РРЛ не был оборудован телепередатчиками и антеннами. В 1963 году Ртищевский горисполком поручил специалистам дистанции сигнализации и связи изготовить их своими силами. По предложению старшего электромеханика Н. И. Жиганова, для изготовления передатчиков использовали узлы радиостанций ЖР-5, которыми оснащались тепловозы ТЭ3. 1 января 1964 года ртищевский РРЛ начал трансляцию телепередач 1-й программы ЦТ. В августе 1976 года, с вводом в действие на радиорелейном пункте дополнительной приёмопередающей аппаратуры, началась трансляция телепередач 2-й программы ЦТ и ГТРК «Саратов». 29 декабря 1998 года — передач телекомпании ТВ Центр, в 2000 году — передач телекомпании НТВ.

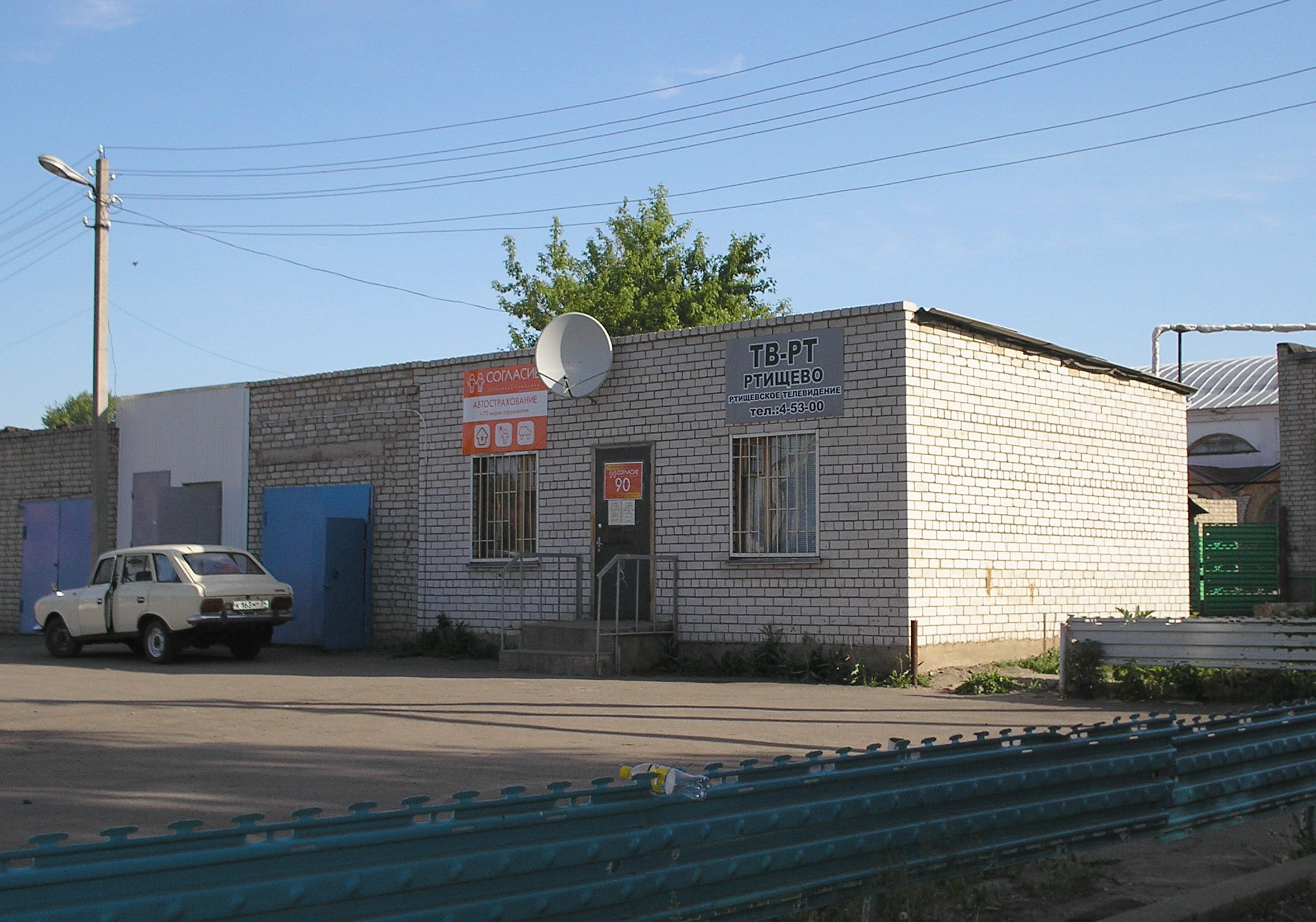
Студия и редакция ртищевского телевидения ТВ-Рт/Ртищево в 2006—2007 годах

Логотип ртищевского телевидения РТВ

С вводом в эксплуатацию ретранслятора в селе Мещерском Сердобского района в начале 1990-х годов ртищевцы получили возможность принимать передачи ГТРК «Петербург — 5-й канал» (с 1 января 1998 года на этой частоте вещает телеканал «Культура»), с 1996 года передачи НТВ, а позднее — пензенских телеканалов: «11-го канала» (ранее сетевыми партнёрами были ТВ-6 — до 2002 года, ТВС — с июня 2002 по январь 2003, ТНТ — до октября 2008) и телеканала «ТВ-Экспресс» / СТС. В декабре 2007 года с ретранслятора в селе Мещерское начал вещание телеканал «Спорт», однако в октябре 2008 года вещание прекратилось.
С августа 2006 года на частоте телеканала ТВ Центр выходили новостные и музыкально-поздравительные программы ртищевского телевидения ТВ-Рт/Ртищево. С 2007 года вещание прекращено из-за отсутствия лицензии. С 1 июля 2008 года началась вещание нового ртищевского телевидения РТВ, выходящего также на частоте телеканала ТВ Центр. В июне 2010 года договор на предоставление права вещания РТВ был расторгнут, так как были обнаружены нарушения на канале ТВ Центр, выразившиеся в незаконной передаче прав на использование лицензии на вещание третьим лицам.
Летом 2009 года в городе началось вещание телеканала «Пятый канал».
- Эфирные каналы с местного РРЛ: Первый канал (6 канал), Россия-1 / ГТРК Саратов (9 канал), НТВ (47 канал), ТВ Центр (26 канал); Пятый канал (51 канал)
 С РТПС в с. Мещерское Сердобского района: Первый канал (2 канал); Россия 1 / ГТРК Пенза (12 канал); Россия Культура (37 канал); НТВ (3 канал); 11-й канал (Пенза) (24 канал); СТС / ТВ-Экспресс (Пенза) (41 канал); ТВ Центр (43 канал); Спорт (с октября 2008 года вещание канала приостановлено).
- Кабельное телевидение
- Спутниковое телевидение

#### Радио
| Частота, МГц | Название                    |
| ------------ | --------------------------- |
| 100,9        | Русское радио               |
| 101,5        | Радио России / ГТРК Саратов |
| 101,9        | Европа Плюс                 |
| 103,5        | Радио Шансон                |

#### Печатные издания
В настоящее время в Ртищеве издаются четыре газеты разнообразной тематики и направленности:
- «Перекрёсток России»
- «Коммерческая информационная служба (КИС)»
- «Ваш адвокат»
- «Тропинка надежды»

### Связь
- Сотовая связь: Билайн, МегаФон, МТС, Tele2, Yota.
- Стационарная телефонная связь: Ростелеком-Волга.
- Доступ в Интернет: Intexcom, Ростелеком.

## Город-побратим
- Левице, Словакия

5 сентября 1984 года в целях укрепления дружбы между городами-побратимами Ртищево и Левице Западно-Словацкого района и в честь 40-летия Словацкого восстания Парковский переулок города был переименован в улицу Левице.